# Zenny de Azevedo
Pour les articles homonymes, voir Azevedo.
Zenny de Azevedo, plus connu sous le nom de Algodão, né le 1er mars 1925, à Rio de Janeiro, au Brésil, mort le 10 mars 2001 à Rio de Janeiro, au Brésil, est un joueur brésilien de basket-ball.

## Palmarès
- 3e des Jeux olympiques 1948
- 3e des Jeux olympiques 1960
- Finaliste du championnat du monde 1954
- Champion du monde 1959
- Troisième des Jeux panaméricains de 1951
- Troisième des Jeux panaméricains de 1955
- Troisième des Jeux panaméricains de 1959